# Шато-Вуэ
Шато́-Вуэ́ (фр. Château-Voué) — коммуна во французском департаменте Мозель региона Лотарингия. Относится к кантону Шато-Сален.

## Географическое положение
Шато-Вуэ расположен в 45 км к юго-востоку от Меца. Соседние коммуны: Сотзелен на северо-востоке, Вюис на востоке, Ампон на юго-западе, Обрек на западе, Бюрльонкур на северо-западе.

## История
- Бывший Кастель-Вуэ входил в епископство Меца в XIV веке, затем принадлежал семьям де Ратсарнхозан и де Жермини вплоть до середины XVI века и семейству де Юнольстен до конца XVIII века.
- В 1981 году коммуна была объединена с Дедленом.

## Демография
По переписи 2007 года в коммуне проживало 113 человек.	

## Достопримечательности
- Развалины замка-крепости XIV века, разрушенной во времена Тридцатилетней войны.
- Ферма в Дедлене, бывшем домене аббатства де Вергавиль.
- Церковь Сен-Мартен, построена в 1721 году в стиле барокко; хоры 1745 года, алтарь и исповедальные кабинки XVIII века.